# Valentin Douglas
Valentin Douglas, mort à Anizy le 5 août 1598, est un prélat français du XVIe siècle. Il est d'origine écossaise.
Valentin Douglas est d'abord simple moine à l'abbaye de Saint-Denis en France, et devient ensuite abbé de Saint-Remy de Sens. En 1581 il est sacré évêque de Laon. Douglas assiste au concile tenu à cette époque à Reims et aux états généraux de Blois en 1588.
Après la prise de Laon par Henri IV en 1594, Valentin Douglas est un des otages donnés à ce prince. Il fait présent à sa cathédrale de tapisseries antiques qu'il tenait de la reine Marguerite de Valois, et qui représentent les combats d'Annibal.

## Source
- La France pontificale